# Central Waterford
Central Waterford is een plaats (census-designated place) in de Amerikaanse staat Connecticut, en valt bestuurlijk gezien onder New London County. Het maakt deel uit van de kern Waterford (Connecticut).

## Demografie
Bij de volkstelling in 2000 werd het aantal inwoners vastgesteld op 2935.

## Geografie
Volgens het United States Census Bureau beslaat de plaats een oppervlakte van
5,2 km², geheel bestaande uit land.

## Plaatsen in de nabije omgeving
De onderstaande figuur toont nabijgelegen plaatsen in een straal van 12 km rond Central Waterford.